# Brugherio
Brugherio là một đô thị ở tỉnh Monza và Brianza thuộc vùng Lombardia của Italia, khoảng 14 km về phía đông bắc của Milano. Đến thời điểm 31 tháng 12 năm 2004, dân số đô thị này là 32.724 người, diện tích là 10,3 km².
Đô thị Brugherio có các frazioni (đơn vị cấp dưới, chủ yếu là làng) Baraggia, Dorderio, Moncuccovà San Damiano.
Brugherio giáp các đô thị: Monza, Agrate Brianza, Carugate, Sesto San Giovanni, Cologno Monzese, Cernusco sul Naviglio.